# Isla de Bazaruto
Bazaruto es una isla de Mozambique situada a 80 km al sudeste de la desembocadura del Save. Es la mayor isla del Archipiélago de Bazaruto. Pertenece al distrito de Inhassoro, en la provincia de Inhambane.

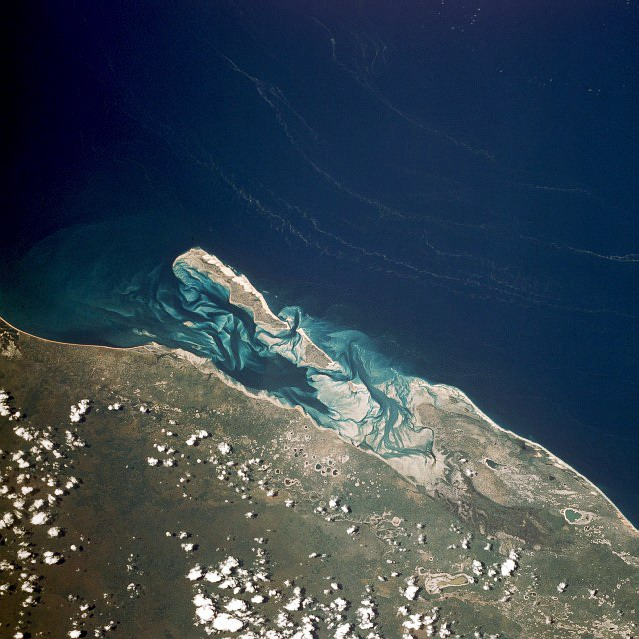
Imagen de satélite

Las llanuras costeras muestran numerosos lagos y un ambiente pantanoso que parece ser de topografía kárstica. Detrás de la zona existe roca caliza que se ha erosionado en un paisaje salpicado, dando lugar a la creación de pozos llenos de agua. Las precipitaciones en este clima tropical húmedo asciende a alrededor de 850 mm (33 pulgadas) al año, en gran parte concentrado en los meses de diciembre a marzo.
El pueblo continental más cercano a la isla de Bazaruto es Inhassoro.